# 15 oktober
15 oktober är den 288:e dagen på året i den gregorianska kalendern (289:e under skottår). Det återstår 77 dagar av året.

## Återkommande bemärkelsedagar

### Festdagar
- I Romerska riket firades skördefesten Oktoberhästen till guden Mars ära.[1]

### Övrigt
- Internationella handtvättsdagen

## Namnsdagar

### I den svenska almanackan
- Nuvarande – Hedvig och Hillevi

- Föregående i kronologisk ordning

- Före 1901–1985 – Hedvig
- 1986–1992 – Hedvig, Hartvig och Hedda
- 1993–2000 – Hedvig och Hedda
- Från 2001 – Hedvig och Hillevi

Hedvig har funnits på dagens datum sedan gammalt, till minne av en slavisk prinsessa och helgon. Hartvig och Hedda infördes på dagen 1986, men utgick 1993 respektive 2001. Hillevi infördes 1901 på 13 augusti, men flyttades 2001 till dagens datum.

### Finlandssvenska almanackan
- Nuvarande från 1929[4] – Hedvig, Hedda
- I föregående revideringar[a][5]
  - inga ändringar sedan 1929

## Händelser
- 533 – Belisarius gör sitt formella intåg i Karthago, efter att ha erövrat staden från vandalerna.
- 1529 – Den 18 dagar långa belägringen av Wien hävs efter att alla de osmanska styrkornas försök att inta Österrikes huvudstad misslyckats.[6]
- 1582 – Den gregorianska kalendern börjar användas (mest i katolska länder till en början) och ersätter då den julianska. Detta år införs kalendern genom ett hopp direkt från 4 till 15 oktober.[7]
- 1552 – Kazankhanatet intas av Ivan den förskräcklige.
- 1783 – François Pilâtre de Rozier blir den första människa att stiga till väders i en (fjättrad) luftballong, tillverkad av bröderna Montgolfier.[8]
- 1864 – Unionsstyrkornas garnison i Glasgow i Missouri kapitulerar för konfedererade styrkor.[9]
- 1912 – Fredstraktaten i Ouchy-Lausanne, sluten mellan Italien och det osmanska riket, avslutar Tripoliskriget.[10]
- 1935 – Trafikkarusellen Slussen i Stockholm invigs och väcker internationell uppmärksamhet.[11]
- 1951 – I Love Lucy, en klassisk amerikansk komediserie på tv med Lucille Ball, börjar sändas i USA.
- 1963 – Frankrike lämnar Bizerte.[12]
- 1974 – Kulturhuset vid Sergels torg i Stockholm invigs.
- 1990 – Michail Gorbatjov tilldelas Nobels fredspris
- 1992 – Det svenska Riksidrottsmuseet öppnas.
- 1997 – TV8 gör sin premiärsändning med fokus på ekonomiprogram i tablån. Några år senare köper MTG den förlusttyngda tv-kanalen.
- 2003 – Kina sänder för första gången upp en människa i rymden. Yang Liwei färdas 14 varv runt jorden i rymdskeppet Shenzhou 5.[13]
- 2007 – Klockan 9.45 släcks de gamla analoga tv-sändningarna från SVT2 och TV4 i marknätet i Skåne och Blekinge.
- 2011 – Omfattande protester i många städer i världen mot växande ekonomiska klyftor, storföretagens makt och bristande demokrati.[14]

## Födda
- 15 f.Kr. – Vergilius, romersk poet.[15]
- 1542 – Akbar den store, indisk stormogul.
- 1599 – Cornelis de Graeff, nederländsk statsman.
- 1608 – Evangelista Torricelli, italiensk fysiker och matematiker.
- 1622 – Magnus Gabriel De la Gardie, svensk greve, riksmarskalk 1651–1653, riksskattmästare 1652–1660, rikskansler 1656–1680 och riksdrots 1680–1684.
- 1692 – Alessandro Albani, italiensk kardinal och författare.
- 1777 – Erik Lundin, svensk garvare, grönsakshandlare och gårdsägare.
- 1779 – Johan Olof Wallin, svensk psalmdiktare, präst, domprost i Västerås, svensk ärkebiskop 1837–1839, ledamot av Svenska Akademien.
- 1784
  - Hans Olov Holmström, svensk ärkebiskop 1852–1855.
  - Thomas Robert Bugeaud de la Piconnerie, fransk marskalk.
- 1786 – Hermann Ernst Freund, dansk skulptör.
- 1795 – Fredrik Vilhelm IV av Preussen, kung 1840–1861.
- 1799 – Franklin H. Elmore, amerikansk bankman och politiker, senator (South Carolina) 1850.
- 1801 – Seabury Ford, amerikansk politiker, guvernör i Ohio 1849–1850.
- 1802 – Louis Eugène Cavaignac, fransk general och statsman, franska ministerrådets president 28 juni–20 december 1848.
- 1808 – Moritz Schreber, tysk reformpedagog.
- 1814 – Michail Lermontov, rysk poet.
- 1829 – Asaph Hall, amerikansk astronom.
- 1836 – James Tissot, fransk målare och illustratör.
- 1844 – Friedrich Nietzsche, tysk filosof.[16]
- 1848 – Ivar Afzelius, jurist och politiker, ledamot av Svenska Akademien.
- 1872 – Wilhelm Miklas, Österrikes förbundspresident 1928-1938.
- 1876 – Manda Björling, svensk skådespelare.
- 1881 – P.G. Wodehouse, brittisk författare.
- 1893
  - Ina Claire, amerikansk skådespelare.
  - Carol II av Rumänien.
- 1894 – Moshe Sharett, israelisk premiärminister 1953–1955.
- 1906 – Hiram Fong, amerikansk republikansk politiker, senator (Hawaii) 1959–1977.
- 1908 – John Kenneth Galbraith, kanadensisk-amerikansk inflytelserik ekonom.
- 1914 – Lennart Wallén, svensk filmklippare och regissör.
- 1915
  - Erik Frank, svensk kompositör och musiker (dragspel).
  - Yitzhak Shamir, israelisk premiärminister 1983–1984, 1986–1992.
- 1917 – Arthur M. Schlesinger, amerikansk historiker och författare.
- 1920 – Mario Puzo, amerikansk författare.[17]
- 1924 – Lee Iacocca, amerikansk företagsledare inom bilbranschen.[18]
- 1925 – Margaretha Krook, svensk skådespelare.
- 1926
  - Sven Axbom, fotbollsspelare, var med i det landslag som vann silver i fotbolls-VM 1958.
  - Michel Foucault, fransk filosof och idéhistoriker.
  - Evan Hunter, amerikansk författare, pseudonym Ed McBain.
  - Jean Peters, amerikansk skådespelare.
- 1930 – Ned McWherter, amerikansk demokratisk politiker, guvernör i Tennessee 1987–1995.
- 1931 – Abdul Kalam, indisk vetenskapsman, flygingenjör och Indiens president 2002–2007.
- 1935
  - Solveig Svensson, svensk sångare.
  - Ulla-Britt Svensson, svensk sångare.
- 1936 – Kari Rydman, finländsk tonsättare.
- 1938 – Preston Haskell, amerikansk företagsledare.
- 1940
  - Peter C. Doherty, australisk veterinär och immunolog, mottagare av Nobelpriset i fysiologi eller medicin 1996.
  - Benno Ohnesorg, tysk student och pacifist.
  - Kari Sylwan, svensk dansare, koreograf, pedagog och skådespelare.
- 1943 – Penny Marshall, amerikansk skådespelare, filmproducent och regissör.[19]
- 1944
  - Sali Berisha, albansk politiker, president 1992–1997.
  - David Trimble, nordirländsk politiker och nobelpristagare.
- 1945 – Manuel Aranguiz, chilensk-amerikansk skådespelare.
- 1946 – Richard Carpenter, amerikansk musiker.[20]
- 1947
  - Alessandro Ghibellini, italiensk vattenpolospelare.
  - János Steinmetz, ungersk vattenpolospelare.
- 1948 – Rush Holt, amerikansk demokratisk politiker.
- 1949 – Tanya Roberts, amerikansk skådespelare.
- 1950 – Malou Berg, svensk artist.
- 1953 – Tito Jackson, amerikansk musiker, medlem i The Jackson Five.
- 1959
  - Sarah Ferguson, (Fergie ) hertiginna av York, prins Andrews av Storbritannien fru 1986–1998.[21]
  - Ove Sellberg, svensk golfspelare.
  - Todd Solondz, amerikansk regissör.
- 1961 – Mikael Appelgren, bordtennisspelare, medlem i det bordtennislandslag som tog VM-guld 1989 och som för detta tilldelades Svenska Dagbladets guldmedalj.
- 1969 – Vanessa Marcil, amerikansk skådespelare.
- 1970 – Pernilla Wiberg, svensk alpin skidåkare, mottagare av Svenska Dagbladets guldmedalj 1991.
- 1972 – Sandra Kim, belgisk sångare.
- 1973 – Maria Hjorth, svensk professionell golfspelare.
- 1974 – Tommy Andersson (nationalekonom), svensk nationalekonom från Västerås.
- 1977 – David Trezeguet, fransk fotbollsspelare, VM-guld 1998.
- 1979
  - Paul Robinson, engelsk fotbollsspelare.
  - Māris Verpakovskis, lettisk fotbollsspelare.
- 1981
  - Jelena Dementieva, rysk tennisspelare.
  - Christina Santiago, amerikansk fotomodell och skådespelare.
- 1983 – Bruno Senna, brasiliansk racerförare.
- 1988 – Mesut Özil, tysk fotbollsspelare.
- 2005 – Christian, dansk arvprins.

## Avlidna
- 1107 – Markus Skeggjason, isländsk lagsagoman och skald.
- 1389 – Urban VI, född Bartolomeo Prignano, påve sedan 1378.
- 1589 – Jacopo Zabarella, italiensk filosof.
- 1817
  - Johann Ludwig Burckhardt, schweizisk forskningsresande och orientalist.
  - Tadeusz Kosciuszko, polsk och amerikansk frihetskämpe.
- 1855 – Camille Roqueplan, fransk målare.
- 1858 – Karl Gustaf Mosander, svensk kemist och lärare.
- 1889 – Edward A. Perry, amerikansk demokratisk politiker, general och jurist, guvernör i Florida 1885–1889.
- 1910 – Jonathan P. Dolliver, amerikansk republikansk politiker, senator (Iowa) 1900–1910.
- 1917 – Mata Hari, nederländsk dansös, dömd som tysk spion och avrättad i Paris.[22]
- 1919 – Adolf W. Edelsvärd, svensk arkitekt.
- 1934 – Raymond Poincaré, fransk politiker, Frankrikes president 1913–1920.
- 1935 – Björn Halldén, svensk kompositör, sångtextförfattare och kapellmästare.
- 1940 – Kataloniens regionpresident Lluís Companys, avrättad av Francoregimen.[23]
- 1945 – Pierre Laval, fransk politiker, avrättad.
- 1946 – Hermann Göring, nazistisk riksmarskalk (Reichsmarschall), självmord.
- 1948 – Ester Blenda Nordström, svensk journalist och författare.
- 1960 – Clara Kimball Young, amerikansk skådespelare.
- 1963 – Horton Smith, amerikansk golfspelare.
- 1964 – Cole Porter, amerikansk låtskrivare och kompositör.
- 1967 – Carl Apoloff, svensk skådespelare.
- 1968 – Oscar Rennebohm, amerikansk republikansk politiker, guvernör i Wisconsin 1947–1951.
- 1976 – Carlo Gambino, italiensk-amerikansk gangsterledare.
- 1977 – Birger Rosengren, svensk fotbollsspelare, OS-guld 1948.
- 1981 – Håkan Westergren, svensk skådespelare.
- 1994 – Åke Uppström, svensk skådespelare.
- 1999 – Torsten Lilliecrona, svensk skådespelare.
- 2000 – Konrad Bloch, 88, tysk-amerikansk biokemist, mottagare av Nobelpriset i fysiologi eller medicin 1964.
- 2008
  - Fazıl Hüsnü Dağlarca, 94, turkisk poet.
  - Suzzanna, 66, indonesisk skådespelare.
- 2012 – Norodom Sihanouk, 89, kambodjansk kung 1941–1955 och 1993–2004 samt premiärminister i ett flertal omgångar.
- 2014 – Marie Dubois, 77, fransk skådespelare.
- 2018
  - Arto Paasilinna, 76, finländsk författare.
  - Paul Allen, 65, amerikansk entreprenör, en av grundarna av företaget Microsoft.
- 2021 – David Amess, 69, brittisk politiker, parlamentsledamot för de konservativa 1983–2021.